# Trindade e Tobago
Trindade e Tobago (pronunciado em português europeu [tɾĩˈdad(ɨ) i tuˈbagu]; pronunciado em português brasileiro: [tɾĩˈdadʒi i toˈbagu]), Trinidade e Tobago ou Trinidad e Tobago (apenas em português brasileiro) (em inglês: Trinidad and Tobago, pronunciado: [ˌtrɪnɨdæd ənd tɵˈbeɪɡoʊ] (escutarⓘ)), oficialmente República de Trindade e Tobago (em inglês: Republic of Trinidad and Tobago), é um Estado soberano insular das Caraíbas (Caribe em português brasileiro) situado ao largo da costa nordeste da Venezuela e a sul de Granada, nas Pequenas Antilhas. Faz fronteira marítima com os Barbados a nordeste, com Granada a noroeste, e com a Venezuela a sul e a oeste. Situa-se na confluência do mar das Caraíbas com o oceano Atlântico.
O país tem uma área de 5 128 km² e consiste nas ilhas de Trindade (ou Trinidad), Tobago e numerosos ilhéus. A ilha da Trindade é a maior e mais povoada, representando 94% da área do total e 96% do total de habitantes.
As duas ilhas são de clima tropical e terreno montanhoso. A sua localização permite-lhe evitar a chamada "cintura de Furacões", região propensa à ocorrência do fenómeno nas Caraíbas. A principal cidade da ilha de Trindade é a capital do país, Porto da Espanha (ou Port of Spain) enquanto a cidade principal da ilha de Tobago é Scarborough. Com mais de um milhão de habitantes, Trindade e Tobago é o país com a segunda maior população de língua inglesa na região, depois da Jamaica.
A ilha de Trindad foi colônia espanhola desde a chegada de Cristóvão Colombo, de 1498 até 1797. Ao longo do século XVI, a Espanha demonstrava pouco interesse por essa região, uma vez que sua prioridade no momento era a extração de minerais preciosos, como ouro e a prata. Até o século XVIII, a economia de Trindade era marcada pelo cultivo de tabaco e cacau, com a mão de obra indígena. A ilha experimentou algumas tentativas ineficazes de implementação de plantações de tabaco e cacau nos séculos XVII E XVIII, que embora abriram certa procura pelo tráfico de africanos escravizados não obteve sucesso no período de domínio espanhol.
A configuração de Trindade começa a mudar com a Cédula de População, decretada em 1780 pelo rei espanhol Carlos III. Nesse momento, foi aberta a imigração para as nações amigas, marcada por uma intensa chegada de colonos franceses, juntamente com os escravos africanos de suas antigas fazendas, e negros e mestiços libertos. Essa imigração foi fomentada pela Revolução Francesa (1789) e pela Revolução Haitiana (1791), o que explica a existência de uma poderosa classe de proprietários rurais francófonos numa ilha que nunca pertenceu à França.
Por conta da sua localização, Trindade despertava o interesse inglês, dada sua proximidade com as demais colônias espanholas com a qual o Império Britânico mantinha comércio. Em fevereiro de 1797, ele apodera-se de Trindade.
A composição demográfica da ilha no período subsequente ao domínio britânico foi composta majoritariamente por pessoas escravizadas. O censo de 1803 (Hollis Chalkdust) aponta que, em poucos anos, Trinidade recebeu um número acentuado de escravos africanos e a predominância francesa se dava tanto entre brancos quanto pessoas negras e pardas livres — uma característica com implicações diretas nas Revoltas do Canboulay (1881-1884). No início do século XIX, o número de pessoas negras livres é maior que o número de brancos, e a predominância francesa se dava tanto entre brancos, quanto entre pessoas não-brancas.
Na primeira metade do século XIX, Trindade e Tobago esteve mergulhada em debates que tinham como ponto central a abolição do tráfico de escravos africanos e do sistema escravagista.
A abolição definitiva da escravidão em Trindade foi em 1838. Nesse período pós-libertação, fortaleceram os debates sobre trabalho livre e cidadania. Dessa maneira, chegam à ilha milhares de imigrantes em busca de melhores condições de vida e oportunidades de trabalho, vindos das demais ilhas caribenhas vizinhas, a partir de diversas políticas de incentivo da administração colonial. No pós-abolição, intensas transformações sociais eclodiram em Trindade, alcançando principalmente a população negra, com seu enfrentamento às autoridades coloniais.
Trindade, e também Tobago, foram cedidas ao Reino Unido em 1802, de acordo com o tratado de Amiens. O país obteve a sua independência em 1962, tornando-se uma república em 1976. Ao contrário do que acontece com a maioria dos países anglófonos das Caraíbas, a economia trinitária é principalmente industrial, com ênfase nas indústrias petrolíferas e petroquímicas. Atualmente, o território atrai investimentos externos e apresenta uma economia florescente, almejando tornar-se um "Tigre Caribenho", a exemplo dos Tigres Asiáticos.
A sua capital, Porto da Espanha (ou Port of Spain em inglês), é a favorita para sediar o secretariado-geral da Área de Livre Comércio das Américas (ALCA).
Trindade e Tobago é conhecido por sua cultura africana e indígena, refletindo-se em seu grande Carnaval, e suas celebrações no Diwali e Hosay. É o país de origem do tambor de aço, dos estilos musicais calipso, chutney, chutney soca, rapso, parang e da dança/jogo do limbo.

## História
Em 1498, Cristóvão Colombo chega a Trindade e Tobago.
Depois ocupada pelos holandeses, logo é tomada pelos espanhóis em 1632.
Em 1802, os ingleses conquistam as ilhas, mas 12 anos depois, em 1814 é cedida ao Reino Unido. As ilhas de Tobago passam a constituir uma colônia apenas em 1888.
O jornalista e escritor português Ferreira Fernandes afirma no seu livro Madeirenses Errantes que alguns madeirenses protestantes, radicados em Trindade e Tobago após a sua expulsão de Portugal por motivos religiosos, se encontram entre os principais responsáveis pela revolução que se deu neste país.
Em 1962, o país tornou-se oficialmente independente.

## Política

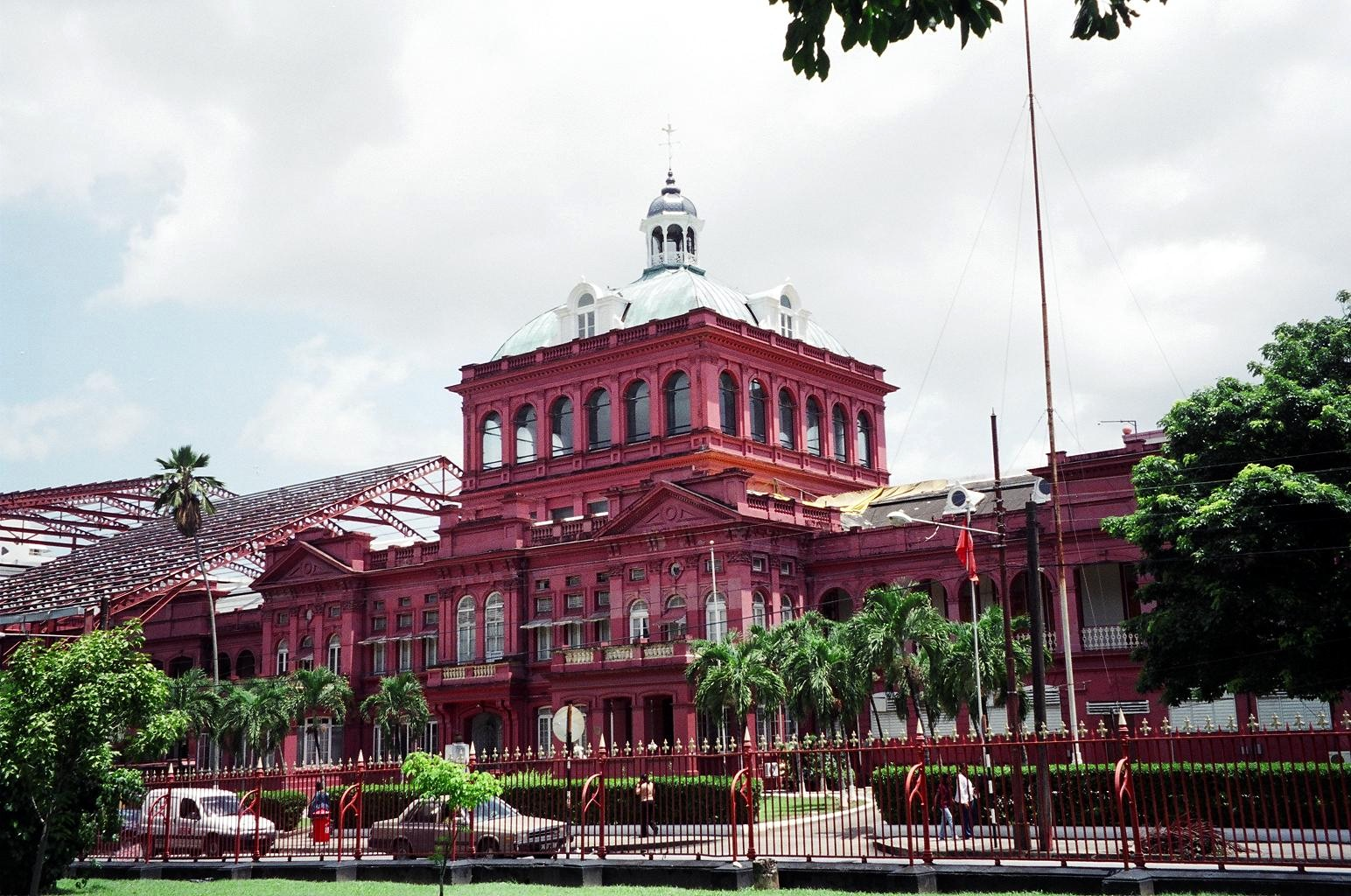
Casa Vermelha, sede do Parlamento de Trindade e Tobago.

O nome oficial é República de Trindade e Tobago, cuja capital é Porto da Espanha (Port of Spain em inglês), localizada a noroeste de Trindade. Scarborough é a capital de Tobago.
Trindade e Tobago tornou-se independente da Grã-Bretanha em 2 de agosto de 1962. Tornou-se uma república parlamentarista e multipartidarista em 1976.
O território é dividido administrativamente em 7 condados, 5 municipalidades (com governo próprio) e um distrito semiautônomo (Ilha de Tobago).
O chefe de estado é o presidente da república, eleito por um colégio eleitoral.
Christine Kangaloo é o sétimo presidente do país, sendo a segunda mulher a exercer o cargo.
O Poder Legislativo está institucionalizado por um parlamento bicameral, composto pela Câmara dos Representantes, com 36 membros eleitos por voto direto, e o Senado, com 31 membros indicados pelo presidente. Ambos com mandato de 5 anos.
O sistema judicial do país é estruturado à semelhança do britânico, com cortes distritais e uma Suprema Corte, que engloba a Corte Superior de Justiça e a Corte de Apelação. O presidente da Suprema Corte é indicado pelo presidente, por sugestão do primeiro-ministro e do líder da oposição, e outros juízes são indicados pelo presidente por sugestão da Comissão de Justiça. O tribunal de recursos de última instância é o Conselho Privado do Reino Unido, em Londres. Em 2022, o senador Anthony Vieira apresentou uma moção solicitando que a corte de última instância fosse exclusivamente a Corte Caribenha de Justiça, pautado nos seguintes argumentos: os variados e únicos assuntos legais do país não eram bem entendidos pela corte britânica para serem julgados por tais, e assim como inúmeros países da Comunidade do Caribe (CARICOM) já haviam declarado, tal tratativa vai contra a soberania dessas nações independentes.

## Subdivisões
Trindade e Tobago está dividido política e administrativamente em 14 corporações municipais (municipalidades) em Trindade, e uma Assembleia Legislativa regional em Tobago.

## Geografia
Trindade e Tobago é um país da América Central, embora as ilhas sejam uma extensão geológica da América do Sul. É constituído de duas ilhas incluídas entre as chamadas "Pequenas Antilhas". Localizadas no mar do Caribe, em frente à costa leste da Venezuela, Trindade, a maior das ilhas, possui 4 828 km² enquanto Tobago conta com 330 km². A capital do país situa-se em Trindade, e é Porto da Espanha (Port of Spain). O relevo de Trindade é caracterizado por três cadeias de montanhas baixas que se estendem de leste a oeste ao redor do território em cujo centro existe uma planície onde se desenvolve a cultura da cana-de-açúcar. Partes da costa leste e oeste apresentam formação de terrenos pantanosos. O ponto culminante é o monte del Aripo, com 940 m de altitude integrando a cadeia de montanhas do noroeste. Ao norte do país, as montanhas são cobertas por florestas.
Tobago, cuja capital é Scarborough, possui maravilhosas praias com brancas areias e barrancos de coral ao redor da ilha cujo centro é montanhoso enquanto no sul e na costa oeste localizam-se as planícies. O clima é tropical com temperaturas elevadas durante todo o ano variando entre 25 °C e 38 °C. Existem duas estações bem definidas: uma seca, de janeiro a maio, e uma chuvosa, de junho a dezembro. Felizmente, as ilhas estão fora da rota dos furacões que, não raro, assolam vastas áreas da faixa equatorial do oceano Atlântico.
Trindade
- Posição: Latitude 10 1/2°N, longitude 61 1/2° W.
- Área física: Retangular na forma, medidas 37 mi (60 km) por 50 mi (80 km).
- Área total: 1 864 milhas quadradas (4 828 km²).
- Cidades principais: Porto da Espanha (importante), San Fernando, Arima, ponto Fortin, Chaguanas.

Tobago
- Posição: Latitude 11°N, longitude 60°W.
- Área física: Peixe-dado forma, medidas 26 milhas (42 km) por 7 mi (10 km).
- Área total: 116 mi² (300 km²).
- Cidades principais: Scarborough, Roxborough, Charlotteville.

## Economia

Principais produtos de exportação de Trinidad e Tobago em 2019.

Trindade e Tobago conquistou a reputação de ser um local de excelente investimento para as empresas internacionais.[carece de fontes?] Um setor de ponta tem sido, nos últimos quatro anos, o do gás natural. O turismo é um setor em franco crescimento, embora não seja tão importante, proporcionalmente, como em muitas outras ilhas caribenhas. A economia se beneficia de uma baixa taxa de inflação e de superávits comerciais. O ano de 2002 foi marcado por um crescimento sólido no sector do petróleo, parcialmente ofuscado por incertezas políticas domésticas.[carece de fontes?]
Há grandes reservas de petróleo e gás natural, e uma indústria pesada bem desenvolvida — ferro e aço, metanol e fertilizantes, além de do petróleo e seus derivados.[carece de fontes?]
As ligações de transporte pelo ar, do mar e da terra são excelentes, e as ligações das telecomunicações com as Américas e a Europa são modernas.[carece de fontes?]
Durante a década de 1970, os preços de óleo elevados do mundo criaram uma expansão rápida da economia local, com o produto interno bruto real crescendo 72,5% entre 1970 e 1977. Estes foram os anos do crescimento em Trindade e Tobago e muito da infraestrutura do país foi desenvolvida durante este período. Entretanto, a redução nos preços de óleo, juntamente com os índices elevados de gastos públicos levaram a um período prolongado de retração econômica, que começaram em 1988 e terminaram finalmente em 1993.[carece de fontes?]
Após um período do ajuste econômico radical sob o Fundo Monetário Internacional e a supervisão de Banco Mundial, a política econômica do governo é bem na linha dos princípios que prevalecem no mercado atual: liberalização de comércio, economia aberta, racionalização do setor público, promoção da empresa confidencial e do investimento estrangeiro, e desenvolvimento das exportações e do turismo.[carece de fontes?]

## Demografia
A população de Trindade e Tobago é constituída, principalmente, de etnias africanas e asiáticas, estas últimas consistindo principalmente de indianos e chineses. A população do país chegou a quase 1,5 milhões em 2024.
As tradições populares mais importantes são o crioulo local e a cultura hindu ocidental. O crioulo mistura elementos africanos com espanhóis, franceses e ingleses. A cultura indiana chegou às ilhas com trabalhadores daquele país que foram recrutados para substituir a mão de obra escrava depois que foi extinto o regime escravista, em 1833 (processo semelhante ao que ocorreu em todo o Caribe). Ao longo das décadas, os orientais passaram a dominar o setor agrícola e muitos tornaram-se comerciantes e profissionais liberais. Os indianos, hinduístas, budistas e muçulmanos, preservaram muitos dos costumes de sua pátria-mãe incluindo práticas religiosas e festas. Na distribuição das nacionalidades, negros, mestiços e brancos perfazem cerca de 61% da população enquanto 31% são de origem asiática.

### Línguas
O inglês é a língua oficial do país, mas alguns indo-trinitários falam hindi, que é amplamente usado na música popular. O idioma mais falado, o inglês de Trindade, é classificado como um dialeto do inglês ou um crioulo inglês (crioulo inglês de Trindade). A principal língua falada em Tobago é o crioulo inglês de Tobago. Ambas as línguas contêm elementos africanos; o inglês de Trindade também é influenciado pelo francês e hindi. Estas línguas crioulas são normalmente faladas apenas em situações informais, e não têm um sistema padronizado de escrita.
Embora o crioulo francês de Trindade e Tobago já tenha sido a língua falada mais difundida na ilha, hoje é raramente ouvida. Devido à localização de Trindade e Tobago na costa da América do Sul, o país vem lentamente a desenvolver uma relação com os povos hispanofalantes, e, portanto, o governo passou a exigir que o espanhol fosse ensinado em todas as escolas do ensino secundário, o que fez com que este idioma ganhasse terreno dia a dia. Os regulamentos do governo passaram a exigir que o espanhol fosse ensinado a todos os estudantes do ensino secundário, e que em um prazo de cinco anos (para 2010) 30% dos funcionários públicos fossem competentes nessa língua. O governo também anunciou que o espanhol, junto com o inglês, se tornaria a segunda língua oficial da nação em 2020, mas até o momento o idioma ainda não foi oficializado.

## Cultura
A cultura de Trindade e Tobago é caracterizada por variadas expressões de identidade popular que refletem o encontro dos povos que formam o quadro de etnias da ilha. Este sincretismo aparece sobretudo nas manifestações religiosas, nos festejos populares e no ritmo nacional, o som do calipso onde predominam as bandas (os naipes) de metais. Nesse contexto, o Carnaval, que acontece antes da Quaresma, é a festa mais importante e esperada, quando milhares de pessoas usam fantasias e ocupam as ruas democraticamente. Em Tobago, julho é o mês do Tobago Heritage Festival (Festival da Herança ou da Tradição), uma ampla mostra da memória histórica, do folclore, dos usos e costumes, incluindo as especialidades culinárias.
No cenário musical de Trindade e Tobago, destaca-se a cantora e rapper Nicki Minaj que conseguiu se tornar numa das principais estrelas da música pop internacional.
Alfred Hubert Mendes, descendente de portugueses presbiterianos expulsos da Ilha da Madeira no seguimento das perseguições a Robert Kalley, foi uma figura pioneira da literatura das Caraíbas.
Destaque também para Eric Eustace Williams (ou apenas Eric Wiliams), que foi primeiro-ministro do país, além de grande historiador que lecionou na Universidade de Howard, de Washington. Ganhou repercussão acadêmica mundial com seu livro "Capitalismo e escravidão" de 1964, e influenciou muito outros intelectuais pelo mundo, como o historiador brasileiro Fernando Novais.

### Religião
As ilhas apresentam um exótico panorama religioso onde coexistem o cristianismo católico e o protestante, o hinduísmo e o islamismo além dos cultos de origem africana, como Xangô (similar ao Tchamba africano, Xambá e ao Xangô do Nordeste do Brasil) o Orixá, de origem iorubá. Esses cultos de origem africana assumem feições particulares ali, incorporando não somente símbolos cristãos, mas também elementos das crenças hindu e muçulmana. Mais recentemente, movimentos como o rastafári penetraram nas ilhas. Em Trindade, existe uma congregação Bobo-Ashanti.
Nos censos de 2000 e de acordo com os dados disponíveis pelo site CIA — The World Factbook Arquivado em 24 de novembro de  2017, no Wayback Machine. a população de Trindade e Tobago divide-se ao nível religioso da seguinte forma: 57,6% da população é cristã (católicos — 26%, anglicanos — 7,8%, batistas — 7,2% e várias outras denominações cristãs — 16,6%), 22,5% da população segue o hinduísmo, os muçulmanos são 5,8%, outras religiões são seguidas por 10,8% da população, 1,9% não é religiosa e a religião de 1,4% dos habitantes de Trindade e Tobago é desconhecida.

### Esportes

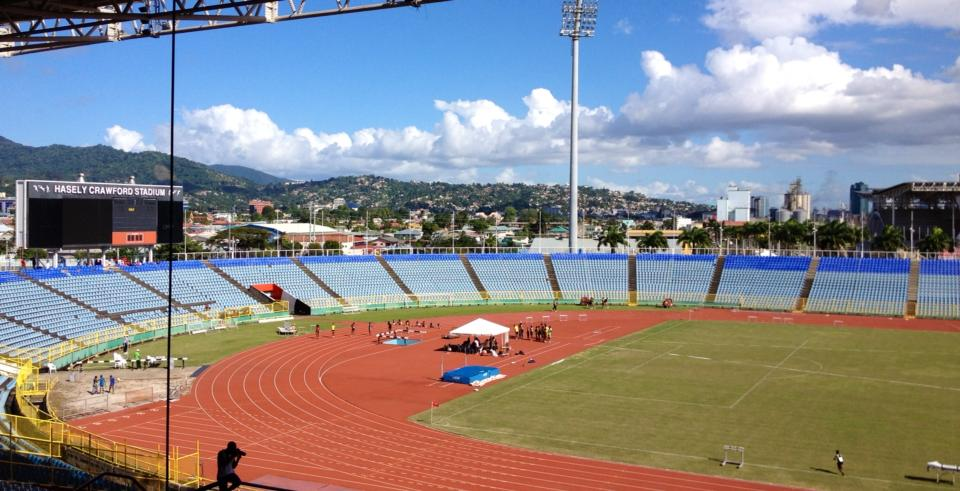
Estádio Hasely Crawford.

O críquete é o esporte mais popular do país, o país faz parte da Seleção de Críquete das Índias Ocidentais, o país foi uma das sedes da Copa do Mundo de críquete de 2007, o Queen's Park Oval é o maior e mais antigo estádio do país.
O futebol também é um esporte popular no país, a seleção se classificou para a Copa do Mundo FIFA de 2006.

## Transporte

### Aéreo

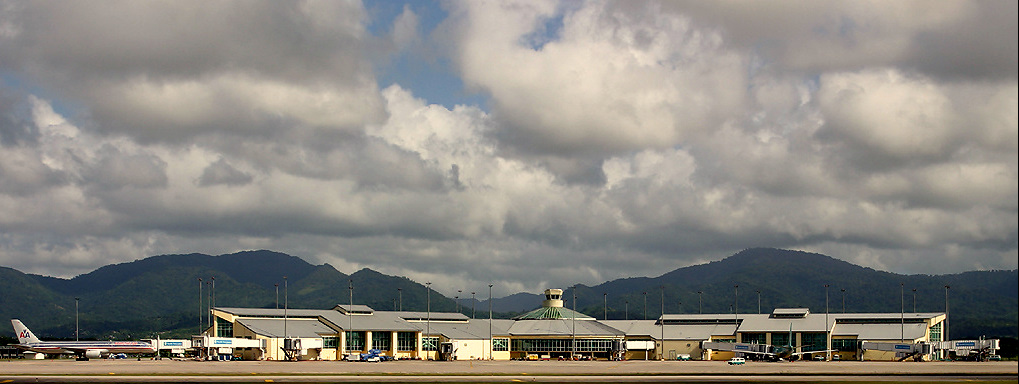
Aeroporto Internacional de Piarco, o principal do país.

O Aeroporto de Tobago (código IATA: TAB), dista a 5 km de distância de Tobago, e recebe voos domésticos e de longo curso. Possui serviço de câmbio, táxi, estacionamento, locadoras de veículos e linha de ônibus para a cidade de Scarborough.
Há ainda o Aeroporto Internacional de Piarco, na ilha de Trindade, situado a 27 km da capital Porto da Espanha e o Aeroporto internacional Crown Point, distante 10 km de Scarborough.
Operam no país as empresas aéreas Copa Air, Panamá, Air Canada, American Airlines, LIAT, Surinam, entre outras.

## Outras informações
- O nome indígena de Trindade, usado pelos nativos desde o ano 1000 d.C., é ieri, ou "Terra do Beija-Flor". Entretanto, oficialmente, o pássaro-símbolo da nação é o flamingo;
- A rapper e cantora Nicki Minaj nasceu e foi criada em Trindade, sendo hoje a artista Trinidadiana mais famosa do mundo;
- O país conta com três jornais (The Guardian Trinidad, Trinidad News, NewsDay), cerca de dez estações de rádio, três canais de televisão e uma universidade;
- A moeda corrente é o Dólar de Trindade e de Tobago (TT$);
- Não há horário de verão em Trindade e Tobago;
- O perfil étnico divide-se principalmente entre descendentes africanos (39,6%) e de hindus (40,3%). Ainda há mestiços (18,4%), europeus (0,6%), chineses (0,4%) e outras etnias (0,6%).
- O escritor V.S. Naipaul, ganhador do Nobel de literatura em 2001, nasceu em Trindade em 1932; em seu romance "Uma casa para o Sr Biswas", baseado em sua infância na Ilha, podemos ter uma ideia do passado daquela região.